# US-amerikanische Badmintonmeisterschaft 1939
Die US-amerikanische Badmintonmeisterschaft 1939 fand im März 1939 im 69th Regiment Armory in New York City statt. Es war die dritte Auflage der nationalen Titelkämpfe im Badminton in den USA. Erstmals erfolgreich bei diesen Titelkämpfen war der spätere Serienmeister David G. Freeman. Die Finalspiele sahen 2000 Zuschauer.

## Finalergebnisse
| Disziplin                | Sieger                                 | Finalist                           | Ergebnis           |
| ------------------------ | -------------------------------------- | ---------------------------------- | ------------------ |
| Herreneinzel             | David G. Freeman                       | Walter R. Kramer                   | 15-9, 15-4         |
| Dameneinzel              | Mary Whittemore                        | Helen Gibson                       | 11-1, 2-11, 11-4   |
| Herrendoppel             | Hamilton Law Richard Yeager            | David G. Freeman Raynor Hutchinson | 17-18, 15-9, 15-11 |
| Damendoppel              | Bertha Barkhuff Zoe Smith              | Wanda Bergman Helen Gibson         | 15-8, 15-5         |
| Mixed                    | Richard Yeager Zoe Smith               | David G. Freeman Mary Whittemore   | 15-9, 7-15, 15-5   |
| Herrendoppel (Veteranen) | Lee R. Gustavson Charles R. Hutchinson | George A. McCook Herbert Henriques | 15-6, 15-6         |

## Referenzen
- Nevada State Journal (Reno), 26. März 1939, S. 8
- http://www.historyofbadminton.com/id3.html
- http://select.nytimes.com/gst/abstract.html?res=F50915F83858127A93C6AB1788D85F4D8385F9